# Phygadeuon timidus
Phygadeuon timidus är en stekelart som beskrevs av Cresson 1872. Phygadeuon timidus ingår i släktet Phygadeuon och familjen brokparasitsteklar. Inga underarter finns listade i Catalogue of Life.